# Omega Phoenicis
Omega Phoenicis är en gul jätte i stjärnbilden Fenix.
Stjärnan har visuell magnitud +6,10 och är knappt synlig för blotta ögat vid god seeing. Den befinner sig på ett avstånd av ungefär 395 ljusår.